# Simplocaria carpathica
Simplocaria carpathica là một loài bọ cánh cứng trong họ Byrrhidae. Loài này được Hampe miêu tả khoa học năm 1853.